# Parc éolien du Portel
Le parc éolien du Portel est un parc éolien terrestre construit en 2002 sur la digue Carnot, sur le finage de la commune du Portel, développé et exploité par InnoVent. Il est composé de quatre éoliennes Lagerwey LW750-52, qui ont une puissance de 750 kW, une hauteur de 75 mètres et un diamètre de 51,5 mètres. Fin 2023 une éolienne haute de 167 mètres est mise en place, puis les quatre anciennes éoliennes sont démontées à l'été 2024.

## Histoire
En 1996 germe l'idée de construire un parc éolien sur la digue Carnot, sous la houlette du maire du Portel Laurent Feutry et du conseil régional. Le parc de quatre éoliennes est construit en 2002. Il est l'un des plus productifs du Nord-Pas-de-Calais grâce à sa situation : il a les avantages de l'offshore en termes de vent mais sans les inconvénients des mêmes coûts d'accès et de maintenance. Les éoliennes sont gérées et exploitées par InnoVent, société basée à Villeneuve-d'Ascq. Chaque éolienne a une puissance de 750 kW.
Un mât de quatre-vingt tonnes tombe au sol le 1er janvier 2004, à la suite d'une tempête,. Le parc éolien apparaît dans la mini-série Coincoin et les Z'inhumains.
En août 2019, une éolienne est démontée puis remontée après qu'une maintenance du rotor a été effectuée.
Au cours des années 2020, la société InnoVent a le projet de remplacer les quatre éoliennes vieillissantes et obsolètes par une éolienne unique haute de 135 mètres en bout de pales. Olivier Barbarin, maire du Portel, déclare qu' « avoir une seule éolienne qui produise davantage d’énergie, ça va dans le bon sens ».
Fin 2023, la nouvelle éolienne est finalement installée, haute de cent-soixante-sept mètres et ses pales font soixante-trois mètres de longueur chacune. À la base du mât, trois pieds, ce qui nécessite moins de béton. Les quatre autres éoliennes ne sont pas immédiatement retirées, elles le sont en juillet 2024. Une section de mât d'une des éoliennes est conservé et un radar déporté est installé dessus, car le nouvelle éolienne entrait dans le champ de détection du radar du sémaphore de Boulogne-sur-Mer. Les fondations des éoliennes sont conservées également.

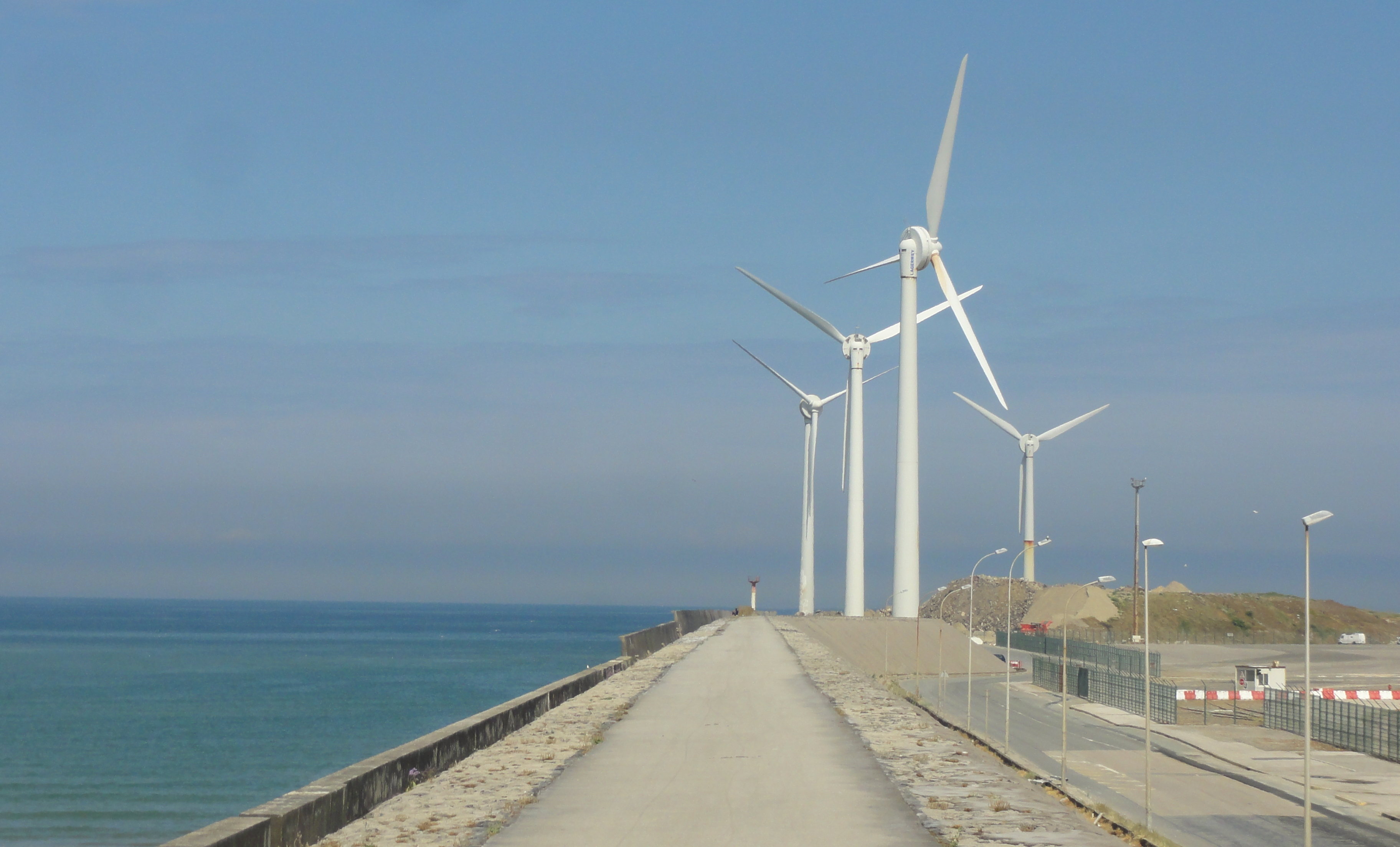
Le parc éolien du Portel en juillet 2018.
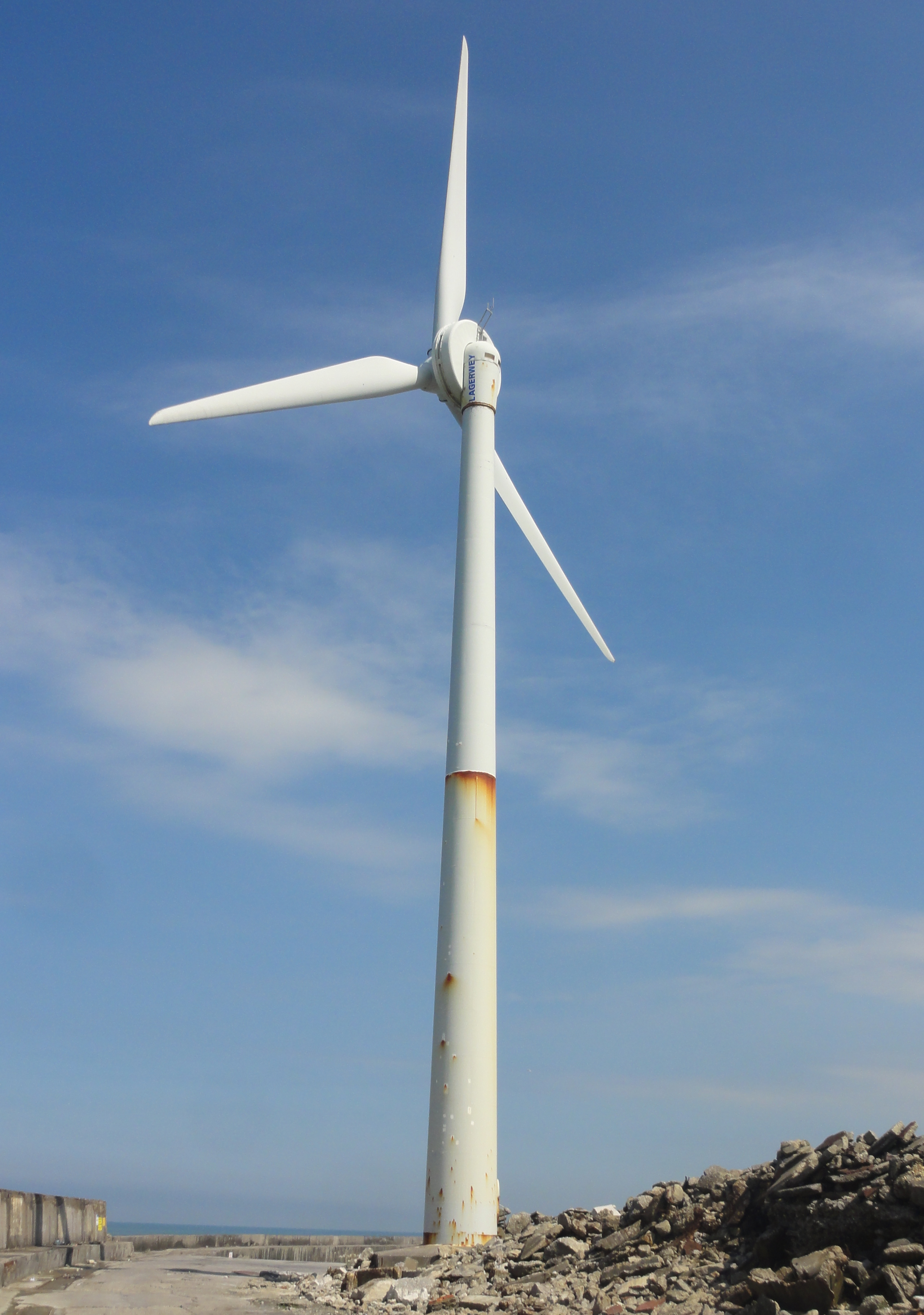
Une des anciennes éoliennes en juillet 2018.
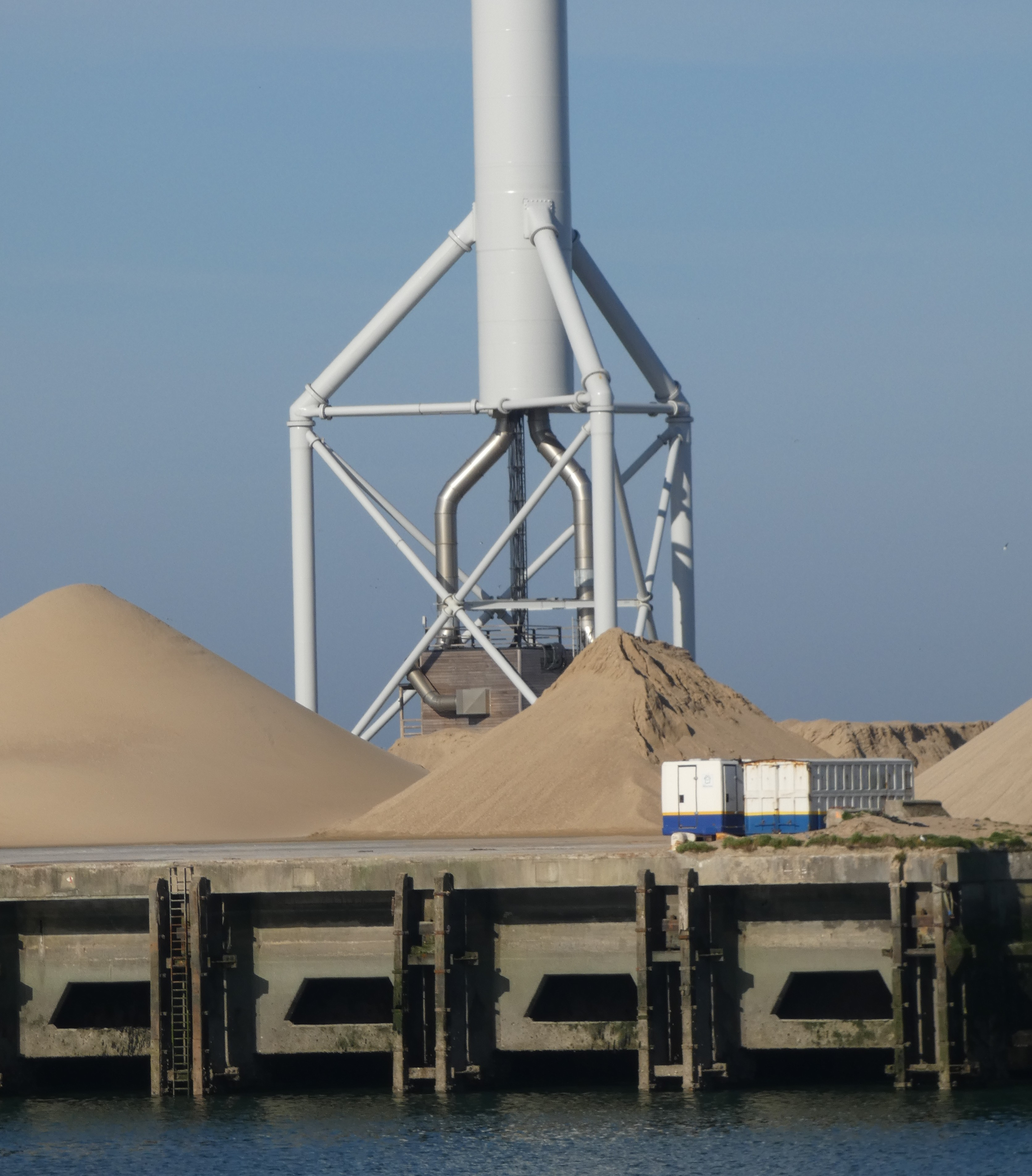
Le mât de la nouvelle éolienne en avril 2025.
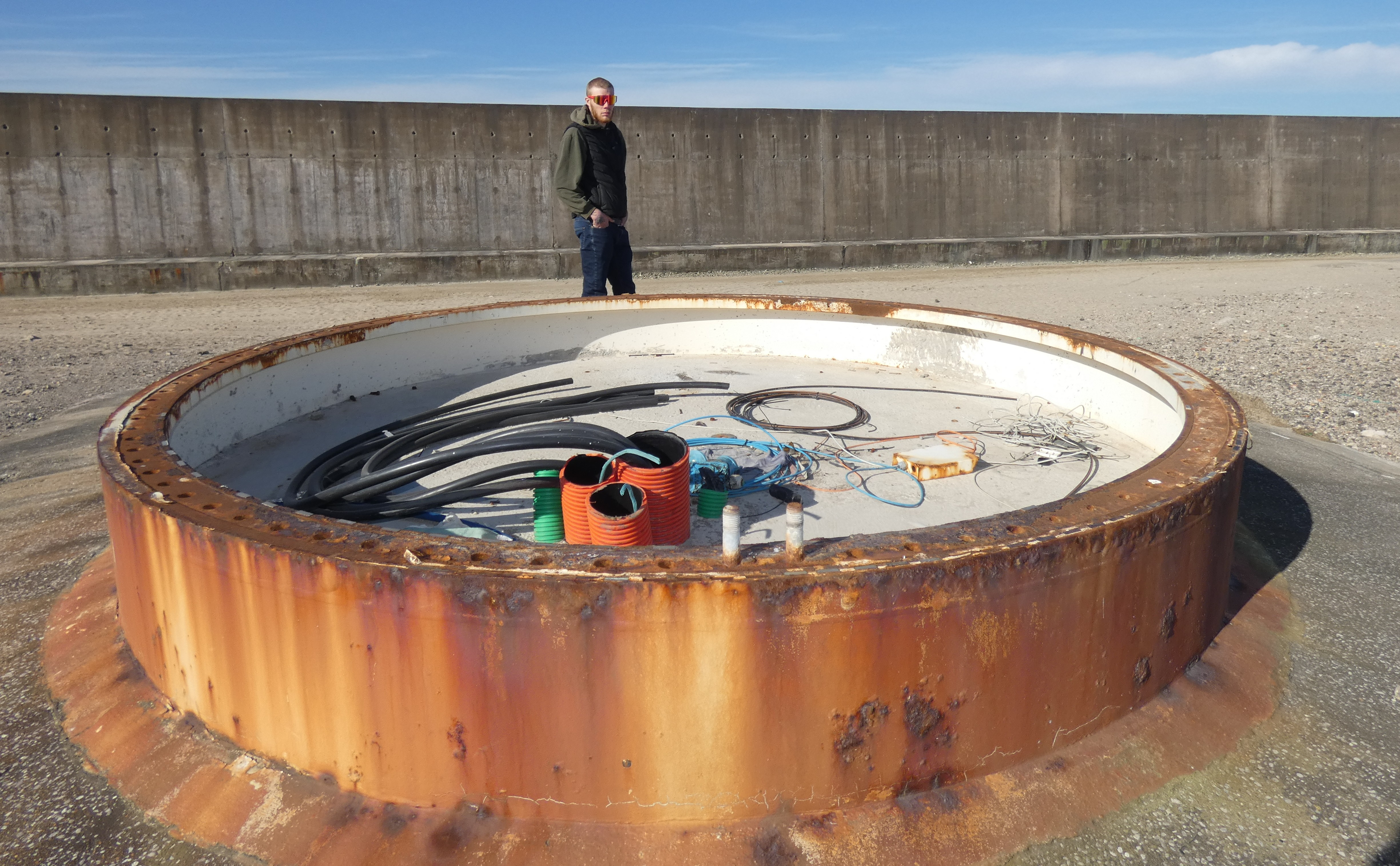
La base d'une ancienne éolienne.
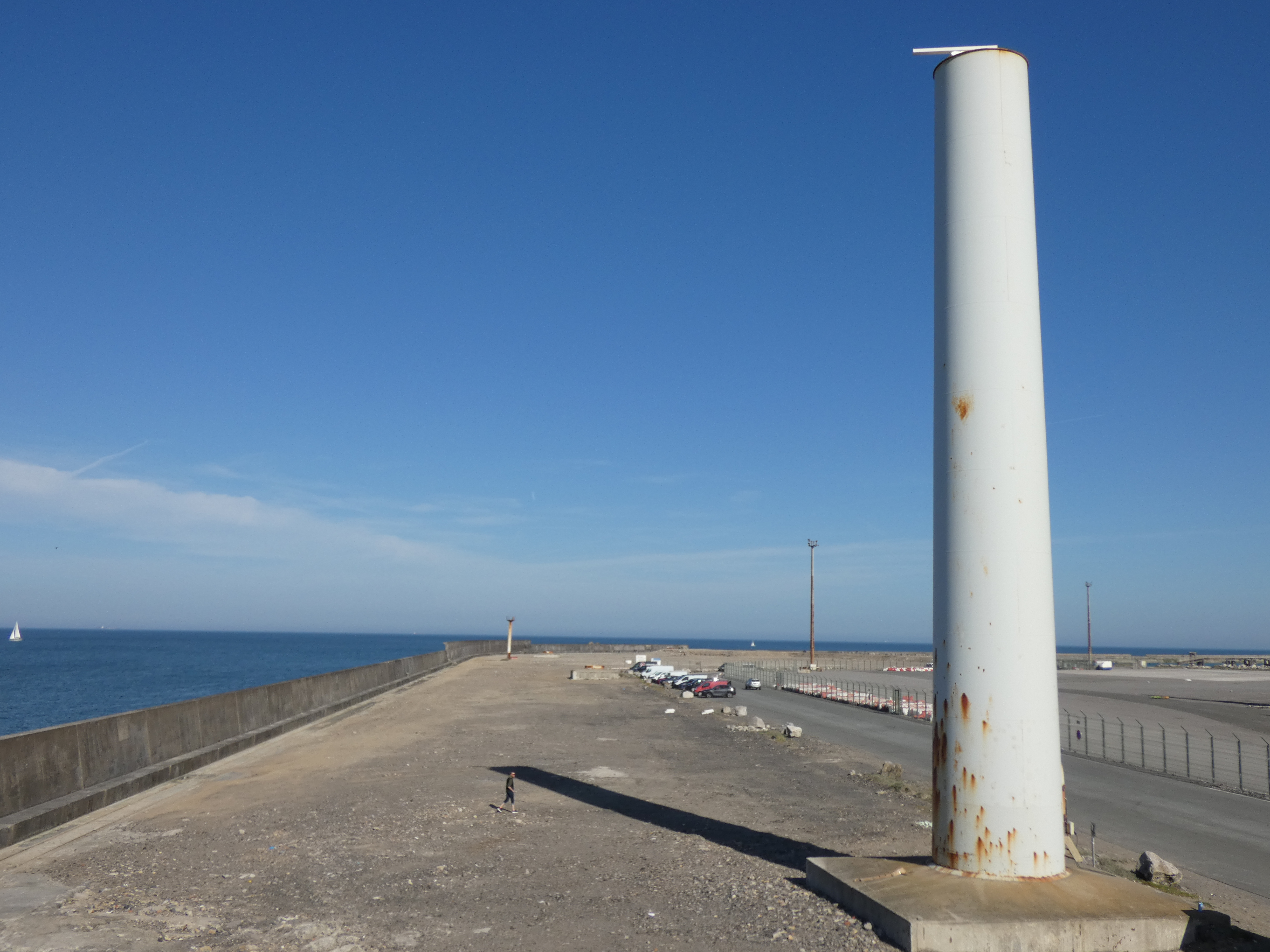
Un radar déporté est installé sur une section de mât, conservée pour l'occasion.
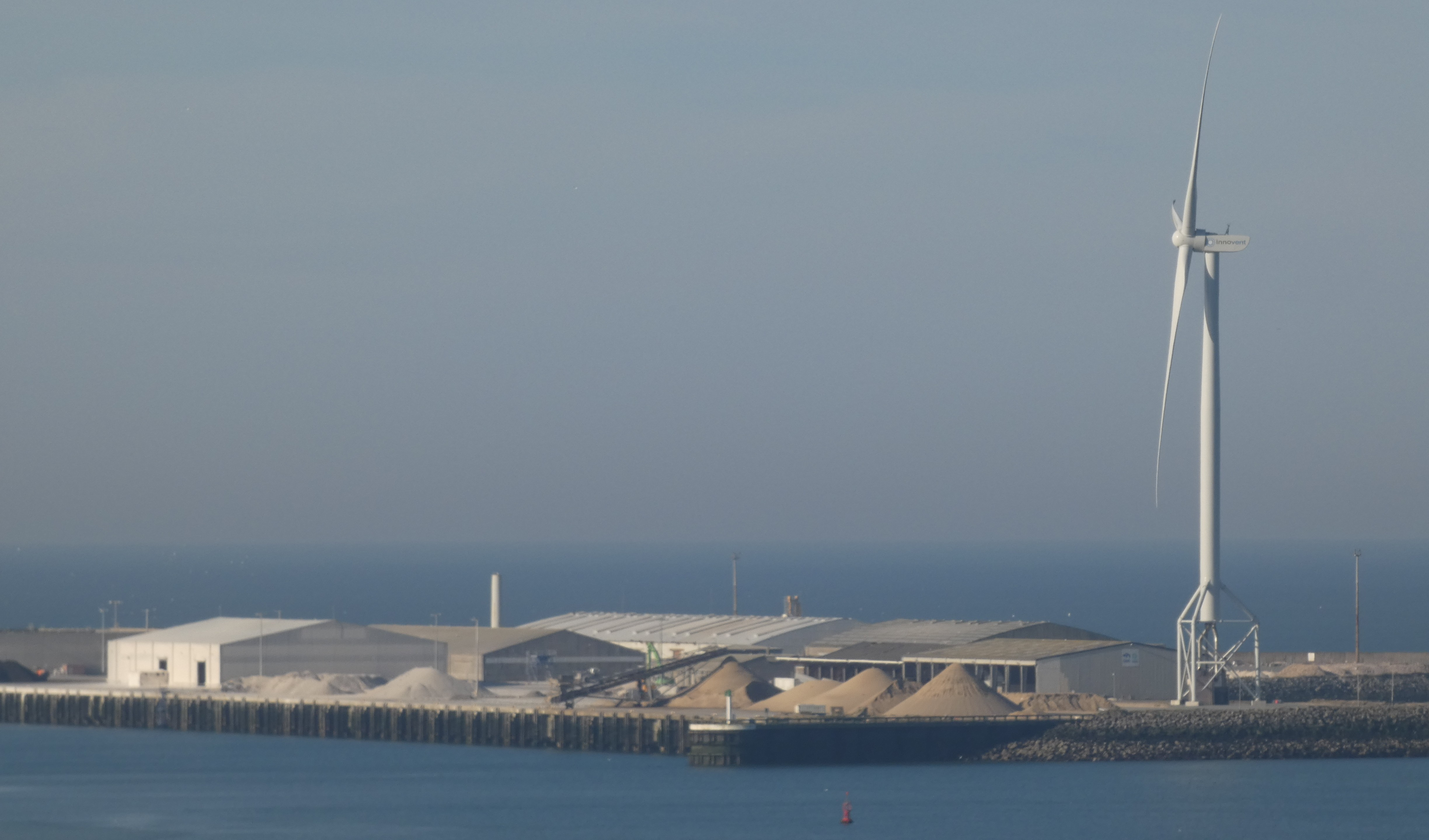
La nouvelle éolienne vue depuis Boulogne-sur-Mer.